# Kaies Ghodhbane
Kaies Ghodhbane (em árabe, كايس غُضبان‎ :(Ksar Hellal, 7 de Janeiro de 1976) é um ex-futebolista tunisiano. Kaies Ghodhbane representou a Seleção Tunisiana de Futebol nas Olimpíadas de 1996.

## Títulos
Tunísia
- Campeonato Africano das Nações: 2004